# Rhachoepalpus biornatus
Rhachoepalpus biornatus là một loài ruồi trong họ Tachinidae.